# Aldwarke
Aldwarke – wieś w Anglii, w hrabstwie ceremonialnym South Yorkshire, w dystrykcie metropolitalnym Rotherham. Leży 12 km na północny wschód od miasta Sheffield i 230 km na północ od Londynu.